# 10274 Larryevans
10274 Larryevans è un asteroide della fascia principale. Scoperto nel 1981, presenta un'orbita caratterizzata da un semiasse maggiore pari a 2,7449887 UA e da un'eccentricità di 0,0693712, inclinata di 15,77085° rispetto all'eclittica.